# 雙套結
雙套結(英語：clove hitch)，是一種由兩個完全相同的半結組成的繩結，用以纏繞一物。雖然雙套結可用作綁扎結，但如此並不牢固，它的最有效用途是作為crossing knot。在一線本身打成的雙套結稱為雙半結或buntline hitch，前者的半結離開被繫索的物件，後者則朝向之。

## 外部連結
- Grog's Animated Knots: How to tie the clove hitch
- Notable Knot Index - 快速打法
- Hitch Knots （页面存档备份，存于） - 包含指引